# Dieter Freise
Dieter Freise' (Heidelberg, 18 februari 1945 - aldaar 5 april 2018) was een hockeyer uit Duitsland.
Freise won in 1972 met zijn ploeggenoten de olympische gouden medaille tijdens de spelen in eigen land.

## Erelijst
- 1972 –  Olympische Spelen in München
- 1976 – 5e Olympische Spelen in Montreal

- Gemeinsame Normdatei: 1155967984
- Virtual International Authority File: 5958152381788701950003